# Михальская, Анна Константиновна
Анна Константиновна Михальская (род. 3 сентября 1952, Москва) — российский писатель, филолог, преподаватель. Кандидат филологических наук, доктор педагогических наук, профессор. Член Союза писателей России (секция прозы).

## Биография
Родилась в Москве в 1952 году в семье математика Константина Алексеевича Михальского и филолога Нины Павловны, урождённой Кузьминой. В 1974 году окончила Биологический факультет МГУ им. М. В. Ломоносова по кафедре энтомологии, защитив диплом  «Помехоустойчивость акустических систем связи трёх симпатрических видов кузнечиков рода Metrioptera». Участвовала в работе Секции молодых переводчиков при Союзе писателей СССР под руководством В. В. Левика, переводила современных английских и американских поэтов (Т. С. Элиота, У. Б. Йетса, У. Х. Одена и др.). В 1979 году окончила факультет русского языка и литературы МГПИ. И позднее аспирантуру по кафедре современного русского языка, в 1983 году защитив кандидатскую диссертацию по теме: «Фразеологизмы со значением содействия / противодействия в современном русском языке: Опыт системного анализа». Во время аспирантуры слушала лекции  А. Ф. Лосева, сдала ему зачёты по древнегреческому и латинскому языку, сравнительно-историческому языкознанию индоевропейских языков. Докторская диссертация («Теоретические основы педагогической риторики», 1993) стала первой в России по проблемам современной риторики, общей и педагогической. В 1983—1997 годах преподавала современный русский язык и риторику на филологическом факультете МГПИ (впоследствии МПГУ). С 1996 года — профессор. В 1997—2002 годах декан Высшей школы журналистики (или позднее факультета журналистики) Московского Международного университета. В 2003—2015 годах — профессор, заведующий кафедрой русского языка и стилистики в Литературном институте им. А. М. Горького. Руководитель школы речевого и литературного мастерства «Говорить — легко!» («Школы профессора Михальской») в Москве (govorit-legko.ru).
А. К. Михальская — один из основателей современной общей отечественной риторики как  учёбной дисциплины, создатель теоретических основ двух частных риторических дисциплин (педагогической риторики и сравнительно-исторической риторики) и методики их преподавания в вузах, автор оригинальной методологии исследования публичного дискурса и методики анализа и описания речевого поведения политика. По материалам исследований политического дискурса опубликован ряд статей А. К. Михальской в прессе (за серию статей в защиту русского языка в газете «Гудок» удостоена Булгаковской премии 1995 году). 
Автор первого за последние 90 лет полного учебника по всему курсу риторики для школы («Основы риторики. Мысль и слово. 10—11 классы», М., «Просвещение», 1996; 2-е изд. — «Дрофа», 2001 г., выдержавшего под названием «Русский язык. Риторика. 10—11 классы» к настоящему времени 6 изданий (гриф Минобразования РФ), программы и методических рекомендаций к нему для учителя. В соавторстве с Заслуженным учителем РФ О. Н. Зайцевой автор методического комплекта «Литература.10—11» для базовой общеобразовательной школы в 4-х книгах, изданного в 2017 г. (М.: Дрофа).
Вузовские учебные пособия, созданные А. К. Михальской по педагогической и сравнительно-исторической риторике в 1996—1998 г.г., переизданы в 2013 и 2018 г.
Всего научных, научно-популярных, учебно-методических публикаций более двухсот, из них около 30 книг. В МПГУ вела курс современного русского языка (раздел «Лексика и фразеология», риторики и культуры речи, спецкурсы «Риторика», «История риторики»; в течение более 15 лет читала курс для аспирантов «Лекторское мастерство и традиции в отечественной высшей школе». По материалам курса опубликовано учебное пособие «Лекторское мастерство» (М.:Инфра-М, 2018).
В Высшей школе журналистики и на факультете журналистики Международного университета (в Москве) читала[когда?] авторские курсы «Убеждающая аргументация», «Риторические стратегии и тактики СМИ и политики», «Межличностная коммуникация и речевое поведение», «Теория коммуникации», «Речевые коммуникации», В Московском институте открытого образования (МИОО) в течение многих лет — курсы «Стилистика русского языка», «Риторика», «Нормы современного русского языка».
В Литературном институте им. А. М. Горького на дневном и заочном отделении читала курсы «Старославянский язык», «Историческая грамматика русского языка», «Диалектология», «Риторика». В настоящее время: на 3 курсе дневного и на первом курсе заочного отделения — «Диалектология», на 5 курсе — «Риторика», «Практическая стилистика», спецкурс «Риторическая поэтика». Для аспирантов Литературного института: «Педагогика и психология высшей школы», «Основы научно-исследовательской деятельности в филологии». Программы читаемых курсов приводятся на странице ниже.
А. К. Михальская — лауреат Первой степени конкурса им. А. Ф. Лосева на лучшую работу в области гуманитарных наук (1996), лауреат творческого литературного Булгаковского конкурса газеты «Гудок» 1995 г. за статью в защиту русского языка, лауреат конкурсов «Грант Москвы» в области наук и технологий в сфере образования (2000 г., 2004 г.), в 2002 г. награждена медалью К. Д. Ушинского «За заслуги в области педагогических наук».
Под руководством А. К. Михальской защищены кандидатские диссертации по юридической риторике, педагогической риторике, языку художественного текста. В настоящее время разрабатывается проблематика общей и политической риторики, сравнительно-исторической риторики, литературного мастерства, риторической поэтики — новой дисциплины, актуальной для понимания явлений современной художественной и массовой литературы, а также текстов Интернета, рекламы и PR, политики. Научная и педагогическая работа сочетаются с творческой. В последние годы вышли в свет три большие романа Анны Михальской, первый из которых — «Порода. The breed» — номинировался в 2008 г. на премию «Русский Букер» (член Союза писателей России (Московское отделение) с 2009 г.).
Увлечения — охота и история и практика собаководства — стали второй профессией. Почетный член British Borzoi Club с 1991 г. за «заслуги в популяризации отечественных[уточнить] пород[каких?] борзых в Британии». Автор книг и статей о кошках, собаках, специалист по аборигенным породам борзых, владелец питомника среднеазиатских борзых YASMAN FOX (тазы), лицензированного Международной кинологической федерацией (FCI). Член PADS — Primitive and Aboriginal Dogs Society. Участник международных научных конференций по аборигенным собакам.

## Семья
- Первый муж — 
  - Сын — Алексей Владимирович Михальский (род. 2 марта 1976), психолог, женат, 2 детей[6]
- Второй муж — Андрей Дмитриевич Поярков[7]
  - Сын — Николай Андреевич Поярков (род. октябрь 1984[8]), биолог[9]

## Основные публикации

### Романы
1. Порода. The breed. Роман. М.: ЭКСМО, 2008. — 296 с.
2. Foxy. Год лисицы. Роман. М.: Флюид Фри Флай. 2012. — 448 с.
3. Профессор риторики. Роман. М.: Флюид Фри Флай, 2013. — 464 с.

### Жанр?
1. Анна Михальская, Андрей Поярков. D O G S. // Viperson-Виперсон https://viperson.ru/articles/anna-mihalskaya-andrey-poyarkov-d-o-g-s

### Научные, научно-методические и научно-популярные работы

#### Монографии, учебники и учебные пособия
1. Практическая риторика и её теоретические основания. Пособие по спецкурсу. М., «Прометей», 1992. — 190 с.
2. Русский Сократ. Лекции по сравнительно-исторической риторике. Учеб. пособие для студентов гуманитарных факультетов. Рекомендовано УМО по педобразованию. М., «Academia», 1996. — 260 с.
3. Основы риторики. Мысль и слово. Учебн. пособие для 10—11 классов средних общеобразоват.школ. Одобрено Минобразования РФ. М., «Просвещение», 1996 г. — 421 с.
4. Педагогическая риторика: История и теория. М., «Academia», 1998. Рекомендовано УМО по педобразованию. — 446 с.
5. Педагогическое речеведение. Словарь-справочник для учителя. 2-е изд. Под ред. Т. А. Ладыженской и А. К. Михальской. М., «Флинта-Наука», 1999. — 396 с.
6. Основы риторики. Учеб. пособие для 10—11 классов средних общеобразоват. школ. Рекомендовано Минобразования РФ. Изд. 2-е, с изменениями и дополнениями. М., «Дрофа», 2001. — 491 с.
7. Риторика. 10—11 классы. Учебник для ср. общеобраз. шк. Изд. 3-е, стереотипное. Рек. Минобразования РФ. М., «Дрофа». 2005. — 491 с.
8. Риторика. 10—11 классы. Учебник для ср. общеобраз. шк. Изд. 4-е, стереотипное. Рек. Минобразования РФ. М., «Дрофа». 2007. — 491 с.
9. Русский язык. Риторика. 10—11 классы. Учебник для ср. общеобраз. шк. Изд. 5-е, стереотипное. Рек. Минобразования РФ. М., «Дрофа». 2010. — 491 с.
10. Русский язык. Риторика. 10—11 классы. Учебник для спец. классов. общеобраз. шк. Изд. 6-е, стереотипное. Рек. Минобразования РФ. М., «Дрофа». 2013. — 491 с.
11. Русский язык. Риторика. 10—11 классы. Учебник для спец. классов. общеобраз. шк. Изд. 6-е, стереотипное. Рек. Минобразования РФ. М., «Дрофа». 2013. — 491 с.
12. Педагогическая риторика. Изд. 2-е. Учеб.пособие для студентов филол. и пед. направлений . Рек. УМО по педобразованию. Соотв. госстандартам 3-го поколения. Ростов-на-Дону. «Феникс». 2012. — 468 с.
13. Сравнительно-историческая риторика. Уч. пособие для гуманитарных направлений вузов. 263 с. М., «Форум», 2013.
14. Педагогическая риторика. Изд. 2-е. Учеб. пособие для студентов филол. и пед. направлений . Рек. УМО по педобразованию. Соотв. госстандартам 3-го поколения. Изд. 2-е, исправл. Ростов-на-Дону. «Форум». 2015. — 468 с.
15. Михальская А. К., Зайцева О. В. Литература. 10—11 классы. Метод. комплект для средней общеобразовательной школы. — Ч.1,2. — М.: Дрофа, 2017. Изд. 2-е: М.: Дрофа, 2018. -Ч.1 — 383 с., Ч.2 — 369 с.
16. Михальская А. К. Лекторское мастерство: учеб. пособие. -М. : ИНФРА-М, 2018. — 172 с. (Высшее образование: Магистратура)
17. Михальская А. К. Литературное мастерство: Creative Writing: учебник / М.: ИНФРА-М, 2019.
18. Михальская А. К. Профессиональная речь: культурная, публичная, деловая: учебник. — М.: ИНФРА-М, 2019. — 359 с. (Среднее профессиональное образование).
19. Михальская А. К. Риторика: учебник. — М.: ИНФРА-М, 2019. — 480 с. (Высшее образование, бакалавриат).
20. Михальская А. К. Сравнительно-историческая риторика: учебник. — 2-е изд., перераб. и доп. — М.: ИНФРА-М, 2019. — 294 с. (Высшее образование, специалитет).

#### Научные статьи и тезисы докладов на конференциях
1. К вопросу об окружении глагольных фразеологизмов // Науч. Докл. Высшей школы. Филол. Науки. 1981, № 1.
2. Фразеологизмы со значением содействия/противодействия, восходящие к кинематическим речениям, в современном русском языке. — В сб.: Системные отношения в лексике и фразеологии. Сб.науч.трудов. М., МГПИ им. В. И. Ленина, 1982.
3. Фразеологизмы-нонсенсы в современном русском языке. — В сб.: Актуальные вопросы русской фразеологии (русский язык). М., «Прометей», 1989.
4. О современной педагогической риторике // Педагогическое образование. М., 1990, выпп. 2.
5. К современной концепции культуры речи // Науч. Докл. Высшей школы. Филол. науки. 1992. № 3.
6. Пути развития отечественной риторики: утрата и поиски риторического идеала // Науч. Докл. Высшей школы. Филол. Науки. 1992. № 3.
7. Сравнительно-историческая риторика как лингвокультурологическая дисциплина. — Тез. докл. науч.-метод. конф. по результатам научной программы «Русский язык, культура, история». М., 1995.
8. Категория риторического. Тез. докл. науч.-метод. конф. «Культура речи-культура общения». — Воронеж, ВГУ, 1996.
9. Фразеологизмы-нонсенсы в современном русском языке. — В сб.: Актуальные вопросы русской фразеологии (русский язык). М., «Прометей», 1989.
10. Риторика и этология. — В сб.: Предмет риторики и проблемы её преподавания. Материалы Первой всероссийской конференции по риторике. Москва 1997. 28-30 января. М., «Добросвет», 1998.
11. Полевая структура политического дискурса. Тез. докл. — В сб.: Журналистика в 1999 г. Тез. науч.-практ. конф. Ч.5. М., МГУ, 2000.
12. Метод анализа и описания речевого поведения политика в интервью. — В сб.: Журналистика в 1999 г. Тез.науч.-практ. конф. Ч.5. М., МГУ, 2000.
13. Язык российских СМИ как манипулирующая система. — Тез. Науч.-практ. конф. "Язык СМИ как объект междисциплинарного исследования. 25-26 окт. 2001 г. М., МГУ, 2001.
14. Риторика и речевое поведение в массовой коммуникации: опыт обобщающей модели. — В кн.: Речевая коммуникация. Сб. трудов. Саратов, СГУ, 2003.
15. Михальская А. К. Лингвопрагматика и риторика XX в. — В кн.: Психолингвистика в очерках и извлечениях..Хрестоматия. Под общ. ред. В. К. Радзиховской. (0,5 авт.л.). М., Academia, 2003.
16. М. В. Ломоносов: риторика и поэтика. — Материалы Междунар. конф. «Ломоносов и развитие русской риторики». М., 24 ноября 2004 г. М., МГУ, 2004.
17. К вопросу о риторической поэтике и эстетике. — Междунар. Конф. «Язык СМИ от Ломоносова до наших дней» М., МГУ, 22-23 ноября 2007. Материалы. М., МГУ, 2007.
18. Русский риторический идеал и современная публичная речь: к проблеме речевой агрессии. — Вестник Литературного института им. А. М. Горького. 2007. 1. С. 178—197.
19. Педагогическая риторика. — Речевое общение. Энциклопедия. Под ред. А. П. Сковородникова. Красноярск, КГУ, 2007.
20. Русский риторический идеал и речевое поведение молодежи. — В сб.: Культура речи сегодня. Коллективная монография. Материалы Круглого стола 26.01.2009. М., МИОО, 2009.
21. Риторическая парадигматика: воздействующая сила слова-лексемы (примитивы, аттрактанты и репелленты). — В сб.: Риторика и культура речи: наука, образование, практика. Материалы ХIV Международной науч. конф. М., МПГУ, 1-3 февраля 2010 г. С. 137—142.
22. Риторическая поэтика. Статья 1 // Вестник Литературного института им. А. М. Горького. М., 2011. N 1.
23. Риторическая поэтика. Статья 2 // Вестник Литературного института им. А. М. Горького. М., 2011. N 2 .
24. Как делается роман // Вестник Литературного института им. А. М. Горького. М., 2011. N 2 .
25. Педагогическая риторика. — В кн.: Эффективное речевое общение (базовые компетенции). Словарь-справочник. Под ред. А. П. Сковородникова. — Красноярск, Изд-во Сиб. федер. ун-та. 2012. −882 с. С. 445—446.
26. Риторические основы отечественной филологической мысли (XX в.) Материалы ХVII Междунар. конф. исследователей, преподавателей и учителей риторики. М., 30 января—1 февраля 2013 г.
27. Риторический Логос в русском филологическом наследии. // Вестник Литературного института им. А. М. Горького. М., 2012. № 2. — С. 15-22.
28. Опыт риторической деконструкции современного мифа: риторическая поэтика и поэтическая риторика. // Вестник Литературного института им. А. М. Горького. М., 2013. № 1.
29. Риторические основы отечественной филологической мысли (XX в.) Материалы ХУ11 Междунар.конф. исследователей, преподавателей и учителей риторики. М., 30 января — 1 февраля 2013 г.
30. Дар. О систематиках, коллекционерах слов и коллекторах бабочек (к проблеме стиля Владимира Набокова). — В сб.: Язык — культура — история. Сб.статей к 80-летию Льва Ивановича Скворцова. М., Литературный институт им. А. М. Горького, 2014. — С. 93-102.
31. Михальская А. К. Война слов: Риторика и поэтика пропаганды // Экология языка и коммуникативная практика. — 2018, — No 3. — С. 80-95 http://ecoling.sfu-kras.ru/wp-content/upload2018/12/Mihalskaya-A.K..pdf
32. Михальская А. К. Типология русской словесности в ХХI в. и метод лингвосимволического анализа творческого текста //Язык как материал словесности. ХХI научные чтения. К 95-летию со дня рождения проф. А. И. Горшкова. — Литературный институт им. А. М. Горького. — Казань: Бук, 2018. — С. 16-30.

#### Научно-популярные издания и статьи
1. Вечные, священные, неприкосновенные. Книга о кошке. Под ред. А. К. Михальской. М., 1990. — 196 с.
2. Собаки. Атлас редких пород. М., 1991. — 280 с.
3. Борзые (в соавт. с Т. В. Габидзашвили). — В кн.: Энциклопедия охотника. Т. 2. Охотничьи собаки. М., 1998.
4. Борзые (в соавт. с Т. В. Габидзашвили). — В кн.: Борзые и гончие. Под ред. С. Черенкова. М., 2003.

### Основные публикации в прессе
1. Словесный терроризм царит в средствах массовой информации // Гудок, 7 октября 1995.
2. Лицо власти должно быть приветливым. Интервью. // «Независимая газета», 12.09.1998. С. 16.
3. О речевом поведении политиков. // «Независимая газета», 03.9.1999. С. 8.
4. Риторика в гуманитаризации школьного образования. // «Первое сентября». Приложение «Русский язык». 6.07.1999. С. 1-2.